# Suđurađ
Suđurađ je mjesto na jugoistoku otoka Šipana, u Dubrovačko-neretvanskoj županiji.

## Povijest
Na dnu mora u Suđurđu se može naći olupina starog rimskog broda. U blizini Suđurđa nalazio se zaselak Pakljena.

## Promet
U mjestu je trajektna luka koja otok spaja s kopnom, putem linije Dubrovnik – Suđurađ – Sobra (Mljet). Dana 18. prosinca 1997. dovršena je izgradnja trajektnog pristaništa koju su financirali Ministarstvo obnove i razvitka i Fond za razvoj otoka iznosom od 4 500 000 kn.
Suđurađ i Šipansku Luku, jedina dva naselja na otoku, međusobno povezuje 5,2 km duga državna cesta D122. Dubrovačko autobusno poduzeće Libertas je 22. listopada 1998. uvelo redovnu autobusnu liniju na razdaljini Šipanska Luka – Suđurađ. Prometuje omanji autobus i linija uglavnom služi za prijevoz školske djece. 

## Gospodarstvo
Malobrojno stanovništvo uglavnom se bavi ribarstvom, poljoprivredom i stočarstvom. Od životinja se najčešće uzgajaju krave i svinje, a od poljoprivrednih kultura prevladavaju masline i vinova loza. Otok ljeti posjećuju turisti, ali manje nego druga dva naseljena Elafitska otoka (Lopud i Koločep). Zimi na otoku boravi manji broj ljudi, pa se može čuti cvrkut ptica i ostali zvuci prirode, a zrak i more nisu onečišćeni. U srpnju 1999. je na prostoru nekadašnje mlinice otvorena konoba Stara mlinica. Sredinom travnja 2001. uređeno je parkiralište koje je iznosom od 80 000 kn financirao Grad Dubrovnik. U kolovozu iste godine otvorena je pizzerija.

## Stanovništvo
Prema popisu stanvništa iz 2011. u Suđurđu živi 207 stanovnika.
| broj stanovnika | 455   | 371   | 367   | 405   | 367   | 369   | 342   | 318   | 373   | 342   | 312   | 272   | 247   | 221   | 199   | 207   | 222   |
|                 | 1857. | 1869. | 1880. | 1890. | 1900. | 1910. | 1921. | 1931. | 1948. | 1953. | 1961. | 1971. | 1981. | 1991. | 2001. | 2011. | 2021. |

## Šport
U Suđurđu djeluje vaterpolski klub "Taurus."

## Kultura
U Suđurđu se nalazi brojna kulturno-povijesna spomenička baština. Većina starih crkava i ljetnikovaca je zapuštena, a vlasništvo nad njima je privatno. Uz obnovljeni ljetnikovac Vice Stjepovića-Skočibuhe na Šipanu iz 1563. nalaze se ruševine ljetnikovca Getaldić. Do tarace ispred kuće vode skalini. U zidove sa strane uzidane su tri velike kamene šake koje su držale rukohvat kao u Kneževu dvoru u Dubrovniku. Maskeroni podsjećaju na one iz Onofrijeve fontane. U unutrašnjosti ruševine kuće ima ulomaka pragova i jedan cijeli. Predromanička crkvica posvećena svetom Stjepanu obnovljena je 2012. godine. Na privatnim kućama mogu se vidjeti pucali, gotička pila, pragovi i druge značajke srednjovjekovne arhitekture. Godine 1997. prilikom građevinskih radova ispod trajektnog pristaništa otkriven je antički brod iz kojeg je izvađeno više dijelova amfora i drugog brodskog posuđa. Krhotine amfora nađene su i blizu rtova Butor i Sekanj.

## Poznate osobe
- Josip Betondić  (Jozo), hrvatski pjesnik i prevoditelj

## Znamenitosti
- Ostaci novovjekovnog brodoloma, zaštićeno kulturno dobro
- Kulturnopovijesna cjelina naselja Suđurađ, zaštićeno kulturno dobro
- Ljetnikovac Toma Stjepovića Skočibuhe, zaštićeno kulturno dobro
- Crkva sv. Barbare, zaštićeno kulturno dobro
- Benediktinski samostan s crkvom sv. Mihovila Pećinskog i crkvom Velike Gospe, zaštićeno kulturno dobro
- Crkva Gospe od Milosrđa, zaštićeno kulturno dobro
- Crkva sv. Đurđa i sv. Nikole, zaštićeno kulturno dobro
- Crkva sv. Trojice, zaštićeno kulturno dobro
- Crkva sv. Nikole, zaštićeno kulturno dobro
- Crkva sv. Ivana Krstitelja, zaštićeno kulturno dobro
- Crkva - tvrđava sv. Duha, zaštićeno kulturno dobro
- Ljetnikovac Beccadelli, zaštićeno kulturno dobro
- Ljetnikovac Vice Skočibuhe, zaštićeno kulturno dobro
- Crkva sv. Stjepana na lokalitetu "Kala Duha", zaštićeno kulturno dobro
- Ladanjsko-gospodarski sklop na Prtuši, Šipan, zaštićeno kulturno dobro